# Georg Triller
Georg Triller (* 12. August 1855 in Holzheim; † 5. September 1926 in Eichstätt) war Domdekan und Generalvikar im Bistum Eichstätt.

## Leben
Georg Triller wurde nach seinem Studium in Eichstätt 1880 zum Priester geweiht. Er war als Seelsorger in verschiedenen Gemeinden tätig; von 1881 bis 1883 war er Kaplan an der Santa Maria dell’Anima in Rom und wurde an der Päpstlichen Universität Gregoriana mit einer Arbeit über die Eichstätter Ekklesiologie zum Doctor theologiae promoviert. Von 1888 bis 1894 war er Subregens am Priesterseminar in Eichstätt und anschließend Stadtpfarrer in Beilngries. 1900 wählte ihn das Eichstätter Domkapitel zum Domkapitular, zudem Defensor matrimonii. Am 20. Februar 1900 ernannte ihn der Eichstätter Bischof Franz Leopold von Leonrod zu seinem Generalvikar sowie am 21. Juni 1902 zum Direktor des Ordinariates. Diese Ämter hatte er auch unter Bischof Johannes Leo von Mergel bis 1924 inne. 1907 wurde er durch königliche Nomination durch Luitpold von Bayern Domdekan.

## Wirken
Triller war 1895 Mitbegründer des Oberpfälzischen Christlichen Bauernvereins, welcher politisch der Zentrumspartei zugeordnet wurde. Er unterstützte maßgeblich den Katholischen Lehrerverein und den Katholischen Frauenbund.
Am 15. Juli 1901 gründete er in München den Katholischen Preßverein für Bayern und war deren langjähriger Spiritus rector. Der Preßverein wurde Vorbild für die Gründung ähnlicher Vereine in einigen Ländern Europas. Triller war der Überzeugung: „In jedes katholische Haus gehört eine katholische Zeitung.“
Er veröffentlichte eine Reihe von Büchern im Geiste von Franz von Sales, namens „Seelenleuchte“.